# Новий Двур (Щиценський повіт)
Новий Двур (пол. Nowy Dwór, нім. Neuhof) — село в Польщі, у гміні Єдвабно Щиценського повіту Вармінсько-Мазурського воєводства.
Населення — 310 осіб (2011).

## Демографія
Демографічна структура станом на 31 березня 2011 року:
|          | Загалом | Допрацездатний вік | Працездатний вік | Постпрацездатний вік |
| -------- | ------- | ------------------ | ---------------- | -------------------- |
| Чоловіки | 149     | 29                 | 111              | 9                    |
| Жінки    | 161     | 40                 | 90               | 31                   |
| Разом    | 310     | 69                 | 201              | 40                   |